# Gistbrood
Met gistbrood wordt bedoeld brood waarbij als rijsmiddel gist (Saccharomyces cerevisiae, ook wel broodgist of bakkersgist) is gebruikt.
Meestal bestaat brooddeeg in Nederland en België uit (tarwe)meel, water, zout en gist. 
Door de activiteiten van de gisten (een soort schimmels) rijst het deeg en wordt het  luchtig. De schimmels produceren namelijk koolzuurgas. Dit gas wordt vastgehouden door de voor meel van granen kenmerkende eiwitten, gluten. 
Door het brooddeeg op verschillende manieren te laten rijzen kunnen verschillende broodsoorten worden gemaakt met andere eigenschappen, zoals de smaak.
Doorgaans laat men het deeg nadat het is gekneed ongeveer een uur rijzen op een warme en tochtvrije plaats. Vervolgens moet het deeg weer goed gekneed worden en in de juiste vorm gebracht. Na weer een periode van rijzen, wordt het gebakken. 
Een ander rijsmiddel is zuurdesem dat veel in brood van biologische winkels wordt gebruikt.